# Generalsynode der Evangelischen Brüder-Unität
Die Generalsynode der Evangelischen Brüder-Unität ist seit 1764 das oberste Leitungsgremium der Unitas Fratrum.
Die Generalsynode 1957 in Bethlehem (Pennsylvania) änderte den Namen in Unitätssynode.

## Generalsynoden 1764–1957
|                    | Datum                        | Ort                      | Vorsitz                        | wichtige Beschlüsse |
| ------------------ | ---------------------------- | ------------------------ | ------------------------------ | ------------------- |
| Generalsynode 1764 | 1. Juli – 27. August 1764    | Marienborn               |                                |                     |
| Generalsynode 1769 | 1. Juli – 17. September 1769 | Marienborn               | August Gottlieb Spangenberg    |                     |
| Generalsynode 1775 | 1. Juli – 7. Oktober 1775    | Barby                    | Johannes von Watteville        |                     |
| Generalsynode 1782 | 2. August – 22. Oktober 1782 | Berthelsdorf             | August Gottlieb Spangenberg    |                     |
| Generalsynode 1789 | 1. Juni – 3. September 1789  | Herrnhut                 | Christian Gregor               |                     |
| Generalsynode 1801 | 1. Juni – 31. August 1801    | Herrnhut                 | Jeremias Risler                |                     |
| Generalsynode 1818 | 1. Juni – 31. August 1818    | Herrnhut                 | Johann Gottfried Cunow         |                     |
| Generalsynode 1825 | 30. Mai – 18. August 1818    | Herrnhut                 | Friedrich Ludwig Kölbing       |                     |
| Generalsynode 1836 | 30. Mai – 3. September 1836  | Herrnhut                 | Peter Friedrich Curie          |                     |
| Generalsynode 1848 | 29. Mai – 5. September 1848  | Herrnhut                 | Johann Gottlieb Herrmann       |                     |
| Generalsynode 1857 | 8. Juni – 1. September 1857  | Herrnhut                 | Johann Martin Nitschmann       |                     |
| Generalsynode 1869 | 24. Mai – 8. Juli 1869       | Herrnhut                 | Levin Theodor Reichel          |                     |
| Generalsynode 1879 | 26. Mai – 3. Juli 1879       | Herrnhut                 | Edmund Alexander de Schweinitz |                     |
| Generalsynode 1889 | 27. Mai – 1. Juli 1889       | Herrnhut                 | William Taylor                 |                     |
| Generalsynode 1899 | 16. Mai – 30. Juni 1899      | Herrnhut                 | Morris Leibert                 |                     |
| Generalsynode 1909 | 18. Mai – 3. Juli 1909       | Herrnhut                 | Hermann Walter Reichel         |                     |
| Generalsynode 1914 | 14. Mai – 13. Juni 1914      | Herrnhut                 | Paul Adolf Asmussen            |                     |
| Generalsynode 1931 | 28. Mai – 22. Juni 1931      | Herrnhut                 | Arthur Ward                    |                     |
| Generalsynode 1957 | 13. August – 10. September   | Bethlehem (Pennsylvania) | Kenneth Gardiner Hamilton      |                     |

## Unitätssynoden 1967–2016
|                    | Datum                           | Ort                               | Vorsitz                   | wichtige Beschlüsse |
| ------------------ | ------------------------------- | --------------------------------- | ------------------------- | ------------------- |
| Unitätssynode 1967 | 6. Juli – 4. August 1967        | Potštejn                          | R. Gordon Spaugh          |                     |
| Unitätssynode 1974 | 23. Juni – 10. Juli 1974        | Kingston (Jamaika)                | August Wilhelm Habelgaarn |                     |
| Unitätssynode 1981 | 30. August – 12. September 1981 | Herrnhut                          | John S. Groenfeldt        |                     |
| Unitätssynode 1988 | 3. – 15. Juli 1988              | Cashew Hill, St. John’s (Antigua) | Martin J. R. Wessels      |                     |
| Unitätssynode 1995 | 13. – 25. August 1995           | Daressalam (Tansania)             | Kingsley Lewis            |                     |
| Unitätssynode 2002 | 8. – 20. August 2002            | Bethlehem (Pennsylvania)          | Abel Thomas Appel         |                     |
| Unitätssynode 2009 | 27. Juli – 8. August 2009       | Hoddesdon (GB)                    | Abel Thomas Appel         |                     |
| Unitätssynode 2016 | 12. – 20. August 2016           | Montego Bay (Jamaika)             | Errol Connor              |                     |